# .ru
.ru (Rússia) é o código TLD (ccTLD) na Internet para a Rússia.